# Campo di Trens

Localización de Campo di Trens en la Provincia de Bolzano.

Campo di Trens (en alemán Freienfeld) es un municipio italiano de 2.460 habitantes de la Provincia Autónoma de Bolzano.

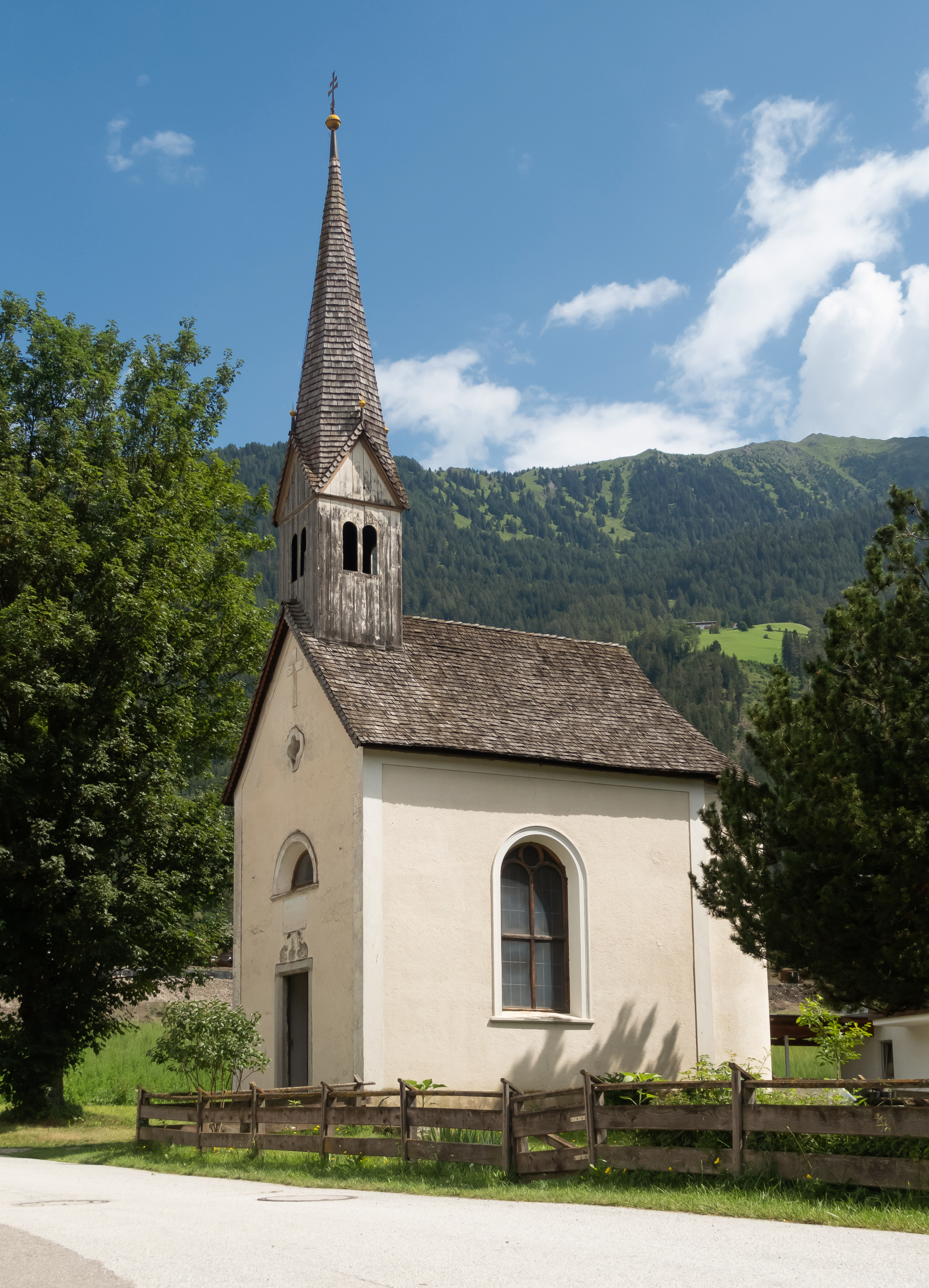
Campo di Trens, la capilla

El nombre aparece por primera vez en 827 como Torrentes, Trentas, Trents y Trentes y, probablemente, deriva del latín torrens ("río"). El nombre alemán significa "campo libre de impuestos".

En 1809, en este lugar, fueron capturados por los tiroleses 500 sajones, que combatieron para los franceses como tropas del Rin. Trens también es un lugar de peregrinación, de hecho aquí se encuentra la imagen de Nostra Signora delle Valanghe (una antigua estatua de madera de 1490). Al sur del pueblo, hacia la fracción de Mules se halla Castel Guelfo, un castillo privado.

La población de Campo di Trens es, casi en su totalidad, germanohablante:
| Composición lingüística (censo de 2001) | 96,22% idioma alemán  |
| Composición lingüística (censo de 2001) | 3,30% idioma italiano |
| Composición lingüística (censo de 2001) | 0,48% idioma ladino   |

Cerca del núcleo habitado de Mules, se encuentra una de las barreras del Vallo Alpino Littorio in Alto Adige, un conjunto de búnkeres mandado construir por Mussolini.

## Demografía
| Gráfica de evolución demográfica de Campo di Trens entre 1921 y 2001         |
|                                                                              |
| Fuente: Istituto Nazionale di Statistica - Elaboración gráfica por Wikipedia |

## Lugares de interés
- Santuario de Maria Assunta, nave de 1498
- Castel Guelfo (en alemán Welfenstein)
- La garganta de Sachsenklemme
- El lago de Ponteletto (en alemán Puntleider See)